# 元晔
元晔（？—532年12月26日），字华兴，小名盆子，河南郡洛阳县（今河南省洛阳市东）人，追尊魏景穆帝拓跋晃曾孙，鄯善镇将、扶风王元怡之子，北魏宗室、官员，一度被尔朱兆与尔朱世隆拥立为皇帝。

## 生平
元晔性格轻浮急躁，有体力，以秘书郎为起家官，略微升迁至通直散骑常侍。建义元年四月甲辰（528年5月21日），魏孝庄帝元子攸封秘书郎中元晔为长广王，食邑一千户，外任太原郡太守，代理并州刺史。尔朱荣死后，尔朱世隆逃回并州的建兴郡高都县，尔朱兆从晋阳县前来汇合，于是在永安三年十月壬申（530年12月5日）推举尔朱荣夫人北乡公主的侄子元晔为皇帝，大赦所管辖的地区，年号建明，所有官员加四级。元晔小名盆子，听说此事的人都认为类似赤眉军之事。
建明元年十二月戊申（531年1月10日），元晔在攻克洛阳后大赦天下。尔朱世隆与兄弟密谋，担心元晔的母亲卫氏干预朝政，观察卫氏出行，派遣数十骑兵装扮成劫匪，在京城小巷子里杀死了卫氏。公家和私人都感到惊愕，不知道什么原因。很快又张贴公告悬赏，以一千万钱悬赏劫匪。百姓知道后，没有不垂头丧气的。尔朱世隆很快认为元晔是北魏宗室远支，又不是众望所推的人，想要推举宗室近支广陵王元恭为皇帝。建明元年春二月己巳（531年4月1日），元晔前往邙山南，尔朱世隆等人在洛阳东城外奉迎广陵王元恭，尔朱世隆等人写好禅让的册文，以泰山郡太守窦瑗执马鞭进入行宫，启奏元晔说：“上天和百姓的愿望，都在广陵王身上，请实行尧舜禅让的礼仪。”元晔因此退位。
魏节闵帝元恭登基后，于普泰元年三月癸酉（531年4月5日）封元晔为东海王，食邑一万户。太昌元年十一月甲辰（532年12月26日），安定王元朗和元晔在家中被赐令自杀。元晔的爵位被削除。

## 家庭

### 母亲
- 卫氏

### 兄弟
- 元肃，北魏骠骑大将军、太师、鲁郡王

### 夫人
- 尔朱皇后，北魏大将军、颍川王尔朱兆之女

### 儿子
- 拓跋良，北周散骑常侍、开府仪同三司、直阁将军、金紫光禄大夫、太子仆、并恒二州诸军事、二州刺史、晋阳县开国侯[28]